# Luigina Torso
Luigina Torso (* 30. Juni 1956) ist eine ehemalige australische Kugelstoßerin und Diskuswerferin.
Bei den Commonwealth Games 1978 in Edmonton wurde sie jeweils Siebte im Kugelstoßen und im Diskuswurf.

## Persönliche Bestleistungen
- Kugelstoßen: 16,20 m, 7. Januar 1978, Sydney
- Diskuswurf: 53,42 m, 4. Juni 1978, Brisbane